# 구로카와촌 (도야마현)
구로카와촌(黒河村)은 도야마현 이미즈군에 있던 촌이다.

## 역사
- 1889년 4월 1일 - 정촌제 시행에 의해 이미즈군 구로카와촌이 성립하였다.
- 1954년 3월 27일 - 이미즈시에 편입되었다.

## 참고문헌
- 『市町村名変遷辞典』東京堂出版、1990年。